# Oochya!
Oochya! es el duodécimo álbum de estudio por la banda galesa de rock alternativo Stereophonics, publicado el 4 de marzo de 2022 por Ignition Records.

## Antecedentes
Oochya! originalmente comenzó cuando la banda estaba planeando una compilación para el 25.º aniversario de la banda. El vocalista Kelly Jones dijo: “Empecé a buscar en los discos duros para ver qué poner en ellos. Mientras hacía eso, estaba encontrando canciones que nunca habíamos publicado. Tres o cuatro canciones en Oochya! se basan en eso, y me llevó a también a escribir un montón de canciones nuevas”.

## Lanzamiento y promoción

### Sencillos
El 6 de septiembre de 2021, la banda publicó el primer sencillo del álbum, «Hanging on Your Hinges». La canción debutó en el The Chris Evans Breakfast Show de Virgin Radio UK. Un videoclip fue subido al canal de YouTube de la banda. «Do Ya Feel My Love?» fue publicado como el segundo sencillo en noviembre de 2021. Las canciones «Forever» y «Right Place Right Time» fueron publicadas como sencillos en enero y febrero de 2022 respectivamente.

## Lista de canciones
Todas las canciones escritas y compuestas por Kelly Jones. 
| Lista de canciones de Oochya! |                              |          |  |
| N.º                           | Título                       | Duración |  |
| 1.                            | «Hanging on Your Hinges»     | 2:57     |  |
| 2.                            | «Forever»                    | 4:24     |  |
| 3.                            | «When You See It»            | 4:21     |  |
| 4.                            | «Do Ya Feel My Love?»        | 3:57     |  |
| 5.                            | «Right Place Right Time»     | 4:42     |  |
| 6.                            | «Close Enough to Drive Home» | 4:05     |  |
| 7.                            | «Leave the Light On»         | 4:54     |  |
| 8.                            | «Running Round My Brain»     | 3:30     |  |
| 9.                            | «Every Dog Has Its Day»      | 4:48     |  |
| 10.                           | «You're My Soul»             | 5:22     |  |
| 11.                           | «All I Have Is You»          | 5:44     |  |
| 12.                           | «Made a Mess of Me»          | 3:59     |  |
| 13.                           | «Seen That Look Before»      | 4:23     |  |
| 14.                           | «Don't Know What Ya Got»     | 4:49     |  |
| 15.                           | «Jack in a Box»              | 2:17     |  |

## Historial de lanzamientos
| Región      | Fecha              | Formato(s)                       | Discográfica |
| ----------- | ------------------ | -------------------------------- | ------------ |
| Reino Unido | 4 de marzo de 2022 | Descarga digital streaming CD LP | Ignition     |